# 李津成
李津成（1950年7月—），辽宁大连人。中国共产党党员。青海广播电视大学汉语文专业毕业，在职大专学历。历任共青团青海省委副书记，青海省海西蒙古族藏族自治州副州长、州委常委、州委副书记，西宁市委副书记、代市长、市长、市委书记，青海省委秘书长、省委常委、副省长、常务副省长等职。2007年12月24日转任国务院南水北调工程建设委员会办公室副主任，2011年2月去职。